# Tamer Arslan
Tamer Arslan (* 1986 in Berlin) ist ein deutscher Schauspieler türkischer Herkunft.

## Leben
Tamer Arslan stammt aus Berlin-Kreuzberg. Er brach die Schule jedoch nach der 11. Klasse vor dem Erreichen des Fachabiturs ab. Im Alter von 18 Jahren fing er an, im Jugend- und Kulturzentrum „Schlesische 27“ hobbymäßig Theater zu spielen, einer sozialen Einrichtung, die Jugendliche betreute, die die Schule verlassen hatten und ohne Berufsperspektive waren. Es folgten ein Praktikum beim Berliner Jugendtheater „Theater Strahl“ sowie Schauspielworkshops in Polen und Spanien. Anschließend absolvierte er ein Freiwilliges Soziales Jahr. Er sammelte 2006–2007 Theatererfahrungen an der Schauspielschule in Pescara in Italien, wo er eineinhalb Jahre lebte. Eine erste Filmrolle hatte er in der ZDF-Serie KDD – Kriminaldauerdienst (2007). Er entschied sich für eine professionelle Tätigkeit als Schauspieler. Finanzielle Unterstützung erhielt er von seiner Mutter, die damals Inhaberin einer Reinigungsfirma war. Gemeinsam mit seinem Bruder arbeitete er zeitweise als Reinigungskraft in der Firma seiner Mutter, u. a. im Palais am Festungsgraben. 2008 begann er eine Schauspielausbildung an der Filmschauspielschule Berlin, die er jedoch nach einem Jahr aufgab, als er Angebote für professionelle Theaterproduktionen erhielt.
2009 trat er am Ballhaus Naunynstraße in dem türkischen Migranten-Theaterprojekt Ferienlager – Die 3. Generation unter der Regie von Lukas Langhoff auf. 2009 gastierte er am Hans Otto Theater in Potsdam in Macbeth. Im September 2010 wirkte er neben Sesede Terziyan in der Uraufführung des Theaterstücks Verrücktes Blut von Nurkan Erpulat und Jens Hilje im Rahmen der Ruhrtriennale mit. Im September 2010 spielte er am Ballhaus Naunynstraße in der Berliner Premiere des Stücks. Im September 2011 wirkte er, erneut unter der Regie von Nurkan Erpulat, als Jeremias in einer Bühnenfassung von Franz Kafkas Roman Das Schloss mit; die Premiere erfolgte wieder im Rahmen der Ruhrtriennale. 2013 gastierte Arslan mit dieser Produktion auch am Deutschen Theater Berlin.
Ab der Spielzeit 2013/14 war Arslan festes Ensemblemitglied am Maxim-Gorki-Theater in Berlin. Er spielte am Maxim-Gorki-Theater bisher u. a. in Die Übergangsgesellschaft von Volker Braun (2013), einen der drei Woyzeck-Darsteller in Woyzeck III (frei nach Georg Büchner; Regie: Mirko Borscht, 2014) und in Angst essen Seele auf (2014, neben Ruth Reinecke und Taner Şahintürk). In der Spielzeit 2014/15 trat er u. a. als Jascha in Der Kirschgarten (Regie: Nurkan Erpulat), in dem Tanztheater Fallen von Sebastian Nübling und Ives Thuwis und erneut in Verrücktes Blut von Nurkan Erpulat und Jens Hillje auf.
Tamer Arslan ist außerdem in mehreren Film- und Fernsehproduktionen zu sehen. 2011 hatte er eine kleine Rolle in der ZDF-Liebeskomödie Liebeskuss am Bosporus. Er spielte u. a. in den Kinofilmen Westerland (Regie: Tim Staffel; 2012) und The Palace (Regie: Anthony Maras; 2011), für den er beim Adelaide Film Festival den Publikumspreis erhielt. In dem Filmdrama Westerland hatte Arslan die Rolle des Erol. Er verkörperte den besten Freund der männlichen Hauptfigur Cem (Burak Yiğit), der sich in den Herumtreiber Jesús verliebt, und sich daher immer mehr von Erol zurückzieht, was bei diesem auf Unverständnis stößt. In dem Fernsehkrimi Stummer Zeuge aus der ARD-Fernsehreihe Mordkommission Istanbul (2013) übernahm er, an der Seite von Erol Sander, die Rolle des jungen Boxers und Nachwuchstalents Nejat Günal. Ebenfalls 2013 war er als Strafgefangener Erhan Karabey im Frankfurter Tatort-Krimi Wer das Schweigen bricht zu sehen.
Arslan hatte auch Episodenrollen u. a. in den Serien Großstadtrevier (2013), Der Kriminalist (2014; als Security-Mann Deniz Bonomo, der frühere Lover des Mordopfers) und Notruf Hafenkante (2014; als homosexueller Türke Murat, der seine Liebesbeziehung zu einem Deutschen zu verbergen sucht).
Im Februar 2015 war er in der ZDF-Krimireihe Schuld nach Ferdinand von Schirach in der Episode Schnee in einer kleinen Nebenrolle zu sehen. Er spielte einen JVA-Beamten. Im Oktober 2015 war Arslan in der ZDF-Krimiserie SOKO Köln in einer Episodenhauptrolle zu sehen. Er spielte Çem Ergün, den strenggläubigen Bruder des türkischen Mordopfers Akay. Im November 2016 war er in der ZDF-Serie Notruf Hafenkante ebenfalls in einer Episodenhauptrolle zu sehen; er spielte den Türken Mustafa Erbil, einen soeben aus dem Gefängnis entlassenen jugendlichen Straftäter, der im Verdacht steht, sich einer islamistischen Terrorgruppe in Syrien anschließen zu wollen. In der österreichischen Krimiserie SOKO Wien (Erstausstrahlung: Februar 2017) hatte er eine Episodenrolle als brutaler Schleuser Vlastimil. In der 5-teiligen ZDF-Krimiserie Die Protokollantin (2018) mit Iris Berben als Titelfigur spielte Arslan in einer Episodenrolle den Berliner Kfz-Werkstattinhaber und Zeugen Cem.
Arslan lebt in Berlin-Friedenau.

## Filmografie (Auswahl)
- 2007: KDD – Kriminaldauerdienst (Fernsehserie)
- 2011: Liebeskuss am Bosporus (Fernsehfilm)
- 2011: The Palace (Kurzfilm)
- 2012: Westerland
- 2013: Ummah – Unter Freunden
- 2013: Großstadtrevier (Fernsehserie; Folge: Wer einmal zahlt, zahlt immer)
- 2013: Tatort – Wer das Schweigen bricht
- 2013: Mordkommission Istanbul – Stummer Zeuge (Fernsehreihe)
- 2014: Der Kriminalist (Fernsehserie; Folge: Checker Kreuzkölln)
- 2014: Notruf Hafenkante (Fernsehserie; Folge: Das Alibi)
- 2014: Tatort – Brüder
- 2015: Schuld nach Ferdinand von Schirach (Fernsehreihe; Folge: Schnee)
- 2015: SOKO Köln (Fernsehserie; Folge: Vorurteile)
- 2015: Homeland (Fernsehserie; 3 Folgen)
- 2016: Notruf Hafenkante (Fernsehserie; Folge: Morgenland)
- 2017: SOKO Donau (Fernsehserie; Folge: Dirnbergers Dinner)
- 2018: Die Protokollantin (Fernsehserie)
- 2020: Toubab
- seit 2021: Gute Zeiten, schlechte Zeiten (Fernsehserie)
- 2022: Der Kommissar und die Eifersucht